# Dzibice

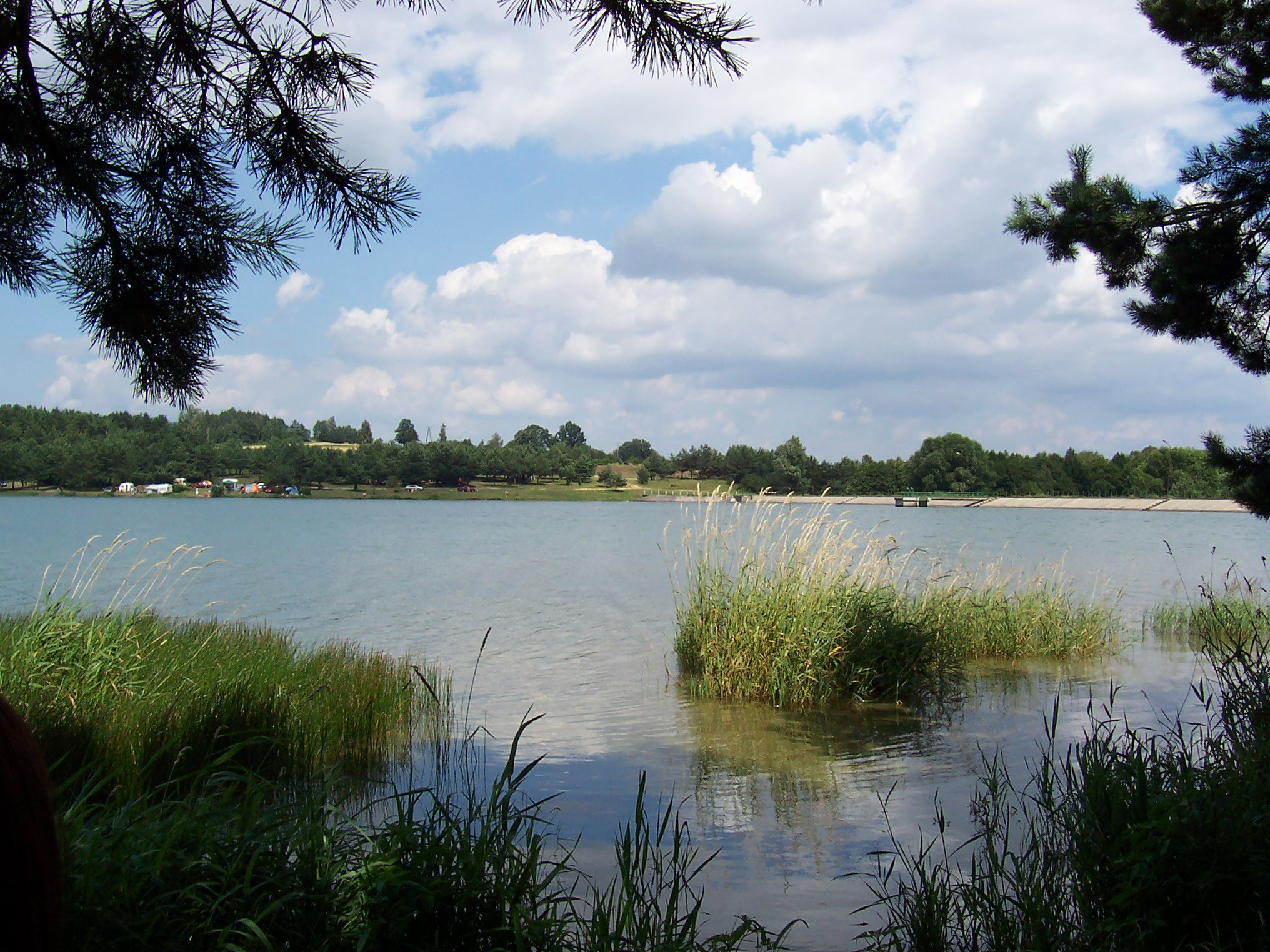
Zalew Dzibice

Dzibice – wieś w Polsce położona w województwie śląskim, w powiecie zawierciańskim, w gminie Kroczyce.

## Nazwa
Miejscowość ma metrykę średniowieczną i istnieje co najmniej od XV wieku. Wymieniona po raz pierwszy w 1408 w dokumencie zapisanym w języku łacińskim jako Dzybicze, 1414 Dzivicze, 1420 Dzibice, 1433 Dzywicz, 1441 Zdziwicz, 1521 Dzywycze .

## Historia
Wieś była początkowo własnością królewską leżącą w starostwie lelowskim województwa krakowskiego w Koronie Królestwa Polskiego. W 1428 Władysław Jagiełło nadał zamek i miasto Lelów wraz z przyległymi wsiami: Bliżyce, Sokolniki oraz Dzibice w dożywotnie posiadanie wojewodzie sieradzkiemu Jakubowi z Koniecpola, jego żonie Kochnie oraz ich synom Janowi Taszce i Przedborowi. Król Polski zachował wszelkie prawa do tych dóbr, a obdarowany Jakub mógł je wykupić za 400 grzywien. Nadanie to Jagiełło uczynił za zasługi Kochny przy wychowaniu jego synów gdy byli oni niemowlętami, królewiczów Władysława III zwanego Warneńczykiem oraz Kazimierza IV Jagiellończyka .
Miejscowość jest wielokrotnie odnotowana w historycznych dokumentach podatkowych i prawnych. W 1511 król polski Zygmunt Stary zezwolił podkomorzemu łęczyckiemu Stanisławowi Hynkowi wykupić Dzibice z rąk Nawojki z Kościelca w ziemi kujawskiej wdowy po Jakubie Węgorzewskim .
Od 1523 wieś ponownie stała się własnością królewską leżącą w starostwie lelowskim. W 1564 dokumenty podatkowe odnotowały w miejscowości: 16 kmieci gospodarujących na 8 1/2 łanach. Płacili oni po 18 groszy czynszu, oddawali po 2 kapłony, 10 jaj i 1 serze, sep z owsa oraz po 2 korce z łanu. Karczmarz płacił ze swoich ról czynsz oraz oddawał 6 kapłonów. We wsi stały 3 Młyn zbożowyy, każdy z 1 kołem korzecznym. Dwa z nich umiejscowione były na niezarybionych małych stawkach na rzece Dzibicy, a trzeci na większym stawie. Młynarze płacili od nich 2 grzywny .
W 1973 roku obszar wsi Dzibice wyłączono z powiatu myszkowskiego i przyłączono do powiatu zawierciańskiego. 
W latach 1975–1998 miejscowość administracyjnie należała do województwa częstochowskiego. 

## Obecnie
W obrębie wsi Dzibice znajduje się miejsce rekreacji i kąpielisko Zalew Dzibice. W Dzibicach działają:
- OSP Dzibice (jednostka działa od 1926 roku)[6]
- Szkoła podstawowa[7]